# Mikołaj Bielski (zm. 1651)
Mikołaj Bielski herbu Wieruszowa (zm. 1651) – podstarosta wieluński i pisarz grodzki wieluński, podsędek wieluński w latach 1640–1651, surogator wieluński w latach 1639–1650, pisarz grodzki ostrzeszowski w latach 1625–1631.

## Życiorys
Poseł na sejm zwyczajny 1629 roku z ziemi wieluńskiej. Jako poseł na sejm zwyczajny 1629 roku był delegatem na Trybunał Skarbowy Koronny. Jako poseł na sejm koronacyjny 1633 roku wyznaczony deputatem do Trybunału Skarbowego Koronnego z ziemi wieluńskiej. Był deputatem ziemi wieluńskiej na Trybunał Główny Koronny w 1636/1637, 1640/1641 i 1644/1645 roku. Poseł na sejm koronacyjny 1633 roku i sejm 1642 roku. 
Był elektorem Władysława IV Wazy z ziemi wieluńskiej w 1632 roku.
Jako przedstawiciel braci czeskich został delegatem na rozmowę przyjacielską w Toruniu w 1645 roku.